# Джейк Робертс
Аурелиан Смит-младший (англ. Aurelian Smith Jr., род. 30 мая 1955, Гейнсвилл, Техас), более известный под именем Джейк «Змей» Робертс (англ. Jake "The Snake" Roberts) — американский рестлер. Он наиболее известен по двум выступлениям в World Wrestling Federation (позже названной WWE); первое — с 1986 по 1992 год, второе — с 1996 по 1997 год. В 1983 году он выступал в National Wrestling Alliance, в 1992 году — в World Championship Wrestling, а в 1993—1994 годах и в 1997 году — в мексиканской Asistencia Asesoría y Administración. Летом 1997 года он участвовал в Extreme Championship Wrestling, а с 2006 по 2008 год выступал в Total Nonstop Action Wrestling.
На протяжении всей своей карьеры Робертс был известен своими интенсивными и мрачными выступлениями, тёмной харизмой, широким использованием психологии в своих матчах и инновационным использованием финишного приема DDT (который позже был назван WWE «самым крутым» приемом всех времен). Он часто выносил на ринг змей, наиболее известным из которых был питон. Он был одним из героев документального фильма 1999 года «За пределами ринга». В 2012 году он переехал к коллеге-рестлеру Даймонду Далласу Пейджу, чтобы получить помощь в возвращении своей жизни в нормальное русло после нескольких лет алкогольной и наркотической зависимости; этот период был освещен в документальном фильме 2015 года «Воскрешение Джейка Змея». 5 апреля 2014 года он был введен в Зал славы WWE, а в 2020 году — в Зал славы и музей рестлинга.

## Ранняя жизнь
Его отец, Аурелиан «Гризли» Смит (1932—2010), тоже рестлер, оставил его мать, когда ей было 17 лет, к тому времени она родила еще одного ребенка. Робертс жил со своей бабушкой, пока она не умерла в 1966 году, что вынудило его переехать обратно к отцу и его новой жене. У Робертса были напряженные отношения с отцом-педофилом, и в детстве он подвергался сексуальному и физическому насилию со стороны мачехи, включая вагинальное проникновение — его отец делал то же самое и со своими дочерьми (сестрами Аурелиана-младшего). У него есть сводный брат Майкл Смит и сводная сестра Робин Смит, оба из которых также стали рестлерами. В конце 1980-х годов все трое одновременно выступали за WWF (ныне WWE).

## Титулы и достижения
- All-Star Wrestling Network (Джорджия)
  - Чемпион мира AWN в тяжёлом весе (1 раз)
- Americas Wrestling Federation
  - Чемпион Пуэрто-Рико AWF в тяжёлом весе (1 раз)
- World Wrestling Council
  - Карибский чемпион WWC в тяжёлом весе (1 раз)
- Bad Boys of Wrestling
  - Чемпион BBOW в тяжёлом весе (1 раз)[3]
- Cauliflower Alley Club
  - Награда за мужской рестлинг (2013)[1]
- Georgia Championship Wrestling
  - Национальный телевизионный чемпион NWA (1 раз)[4]
  - Телевизионный чемпион мира NWA (Джорджия) (2 раза)[5]
  - Турнир одной ночи (1984)[6]
- Mid-South Wrestling Association
  - Чемпион Луизианы Mid-South в тяжёлом весе (1 раз)[7]
  - Североамериканский чемпион в тяжёлом весе Mid-South (2 раза)[8]
  - Телевизионный чемпион Mid-South (1 раз)[9]
- Pro Wrestling Federation
  - Командный чемпион PWF (1 раз) — с Майком Блейдом
- Pro Wrestling Illustrated
  - Вдохновляющий рестлер года (1996)[10]
  - № 23 в топ 500 рестлеров в рейтинге PWI 500 в 1991[11]
- Зал славы и музей рестлинга
  - С 2020 года
- Smoky Mountain Wrestling
  - Чемпион SMW в тяжёлом весе (1 раз)[12]
- Stampede Wrestling
  - Североамериканский чемпион в тяжёлом весе Stampede (1 раз)[13]
- World Class Championship Wrestling
  - Командный чемпион мира NWA в матчах шести человек (Техас) (1 раз) — с Крисом Адамсом и Джино Эрнандесом[14]
  - Телевизионный чемпион WCCW (1 раз)[15][16]
- WWE
  - Зал славы WWE (2014)[17]